# Marginella colomborum
Marginella colomborum is een slakkensoort uit de familie van de Marginellidae. De wetenschappelijke naam van de soort is voor het eerst geldig gepubliceerd in 1995 door Bozzetti.